# 1711

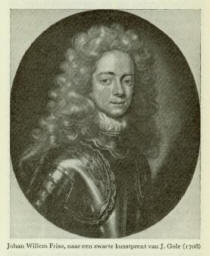
Prins Johan Willem Friso van Oranje

Het jaar 1711 is het 11e jaar in de 18e eeuw volgens de christelijke jaartelling.

## Gebeurtenissen
januari
- 13 - De keizerlijke onderhandelaar, veldmaarschalk János Pálffy, bereikt een wapenstilstand met de Hongaarse kuruc-leider Sándor Károlyi.

april
- 30 - Bij de Vrede van Szatmár wordt verklaard dat de Hongaarse opstandelingen, inclusief Rákóczi, amnestie krijgen als ze een eed afleggen aan de nieuwe keizer Karel VI.

mei
- 19 - Justus van Effen debuteert met spectatoriaal weekblad Le Misantrope.

juli
- 14 - De Friese stadhouder Johan Willem Friso, de prins van Oranje, verdrinkt op weg van Friesland naar Den Haag in het Hollands Diep.

december
- 10 - 16 december De vulkaan Awu op het Indonesische eiland Sangir barst gedurende zes dagen uit en maakt naar schatting 3.000 slachtoffers.
- 15 - In Kopenhagen breekt een pestepidemie uit.

zonder datum
- Einde van de zelfstandige status van het vorstendom Oranje.
- Door de aanwezigheid van de Engelse veldheer John Churchill, graaf van Marlborough, in verband met de oorlog tegen Lodewijk XIV van Frankrijk krijgen de protestanten van Hodimont toestemming een kerk te bouwen.
- In Tripolitanië (Libië) grijpt na een plaatselijk geschil met de pasha Ahmed Qaramanli de macht.
- Tsaar Peter de Grote schaft de Bojarendoema af.

## Muziek
juli
- 17 - Eerste uitvoering van de Water Music van Georg Friedrich Händel

zonder datum
- Antonio Vivaldi componeert zijn 12 concerten Opus 3 L'Estro Armonico
- Domenico Scarlatti componeert de opera L'Orlando
- Tomaso Albinoni schrijft zijn 12 Sonate da Camera for Violin & Bass, Opus 6
- De Oostenrijkse componist Benedikt Anton Aufschnaiter schrijft zijn vijf missen Alaudæ V, Opus 6
- De Duitse componist Johann David Heinichen componeert Der General-Bass in der Composition

## Bouwkunst

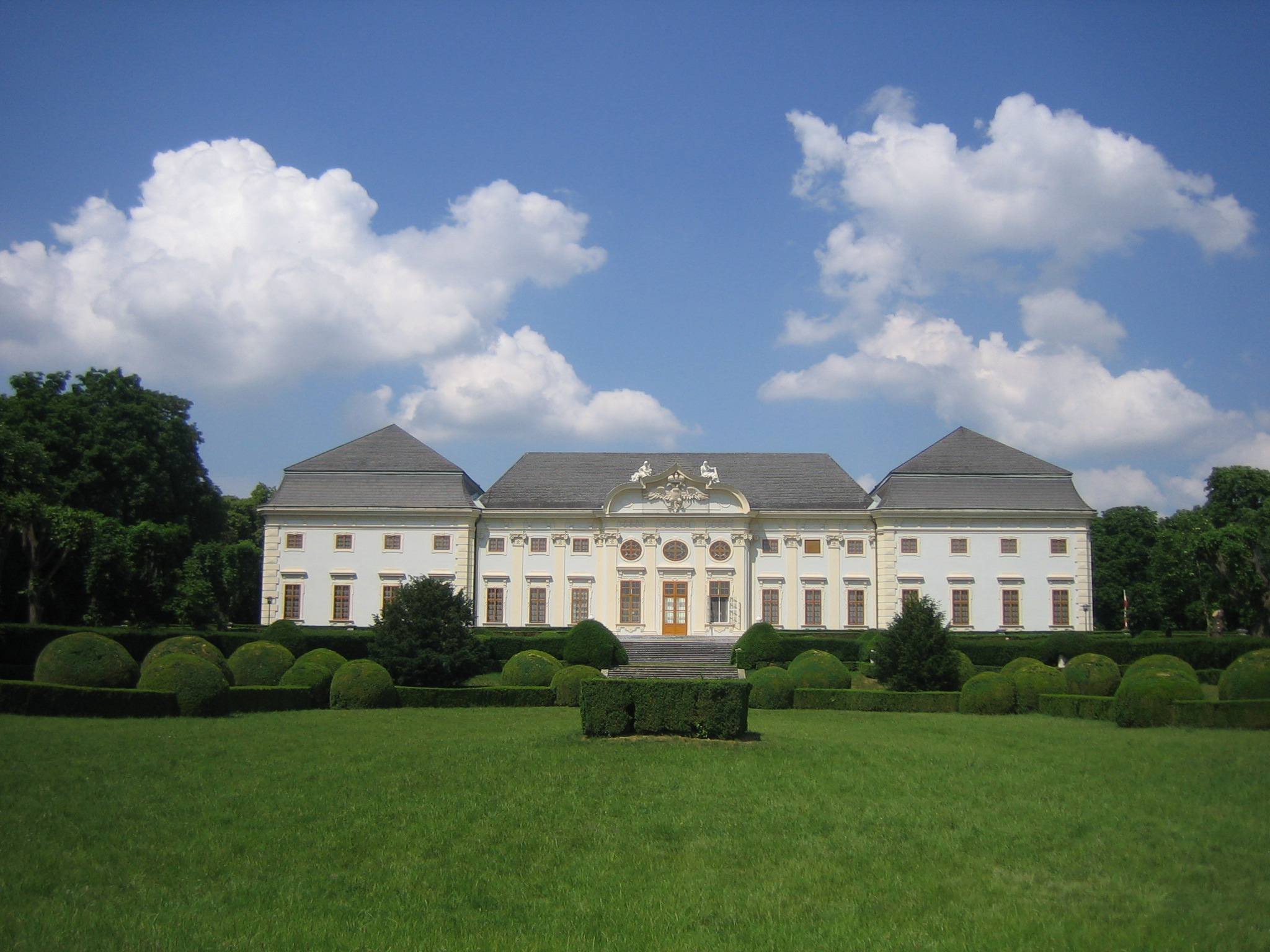
Schloss Halbturn (1711) Johann Lucas von Hildebrandt

## Geboren
april
- 2 - Jan Punt, Nederlands toneelspeler en beeldend kunstenaar (overleden 1779)
- 22 - Paul II Anton Esterházy, Oostenrijks-Hongaars veldmaarschalk (overleden 1762)
- 26 - David Hume, Schots filosoof en geschiedschrijver (overleden 1776)

mei
- 18 - Ruđer Bošković, Kroatisch wetenschapper en filosoof (overleden 1787)

juli
- 22 - Georg Wilhelm Richmann, Duits-Baltische natuurkundige (overleden 1753)

september
- 1 - William Boyce, Engels componist (overleden 1779)
- 1 - Willem Karel Hendrik Friso van Oranje-Nassau, stadhouder Willem IV van de Nederlanden (overleden 1751)
- 6 - Laurens Praalder, Nederlands wiskundige (overleden 1793)
- 17 - Ignaz Holzbauer, Oostenrijks componist (overleden 1783)
- 27 - Qianlong, keizer van China (overleden 1799)

oktober
- 31 - Laura Bassi, Italiaans wetenschapster en hoogleraar (overleden 1778)

november
- 25 (gedoopt) - Jean-Joseph Cassanéa de Mondonville, Frans componist en violist (overleden 1772)

december
- 4 - Maria Barbara van Portugal, infante van Portugal, was koningin van Spanje (overleden 1758)

onbekend
- John Francis Wade, Engels katholiek hymnist en Jakobiet (overleden 1786)

## Overleden
januari

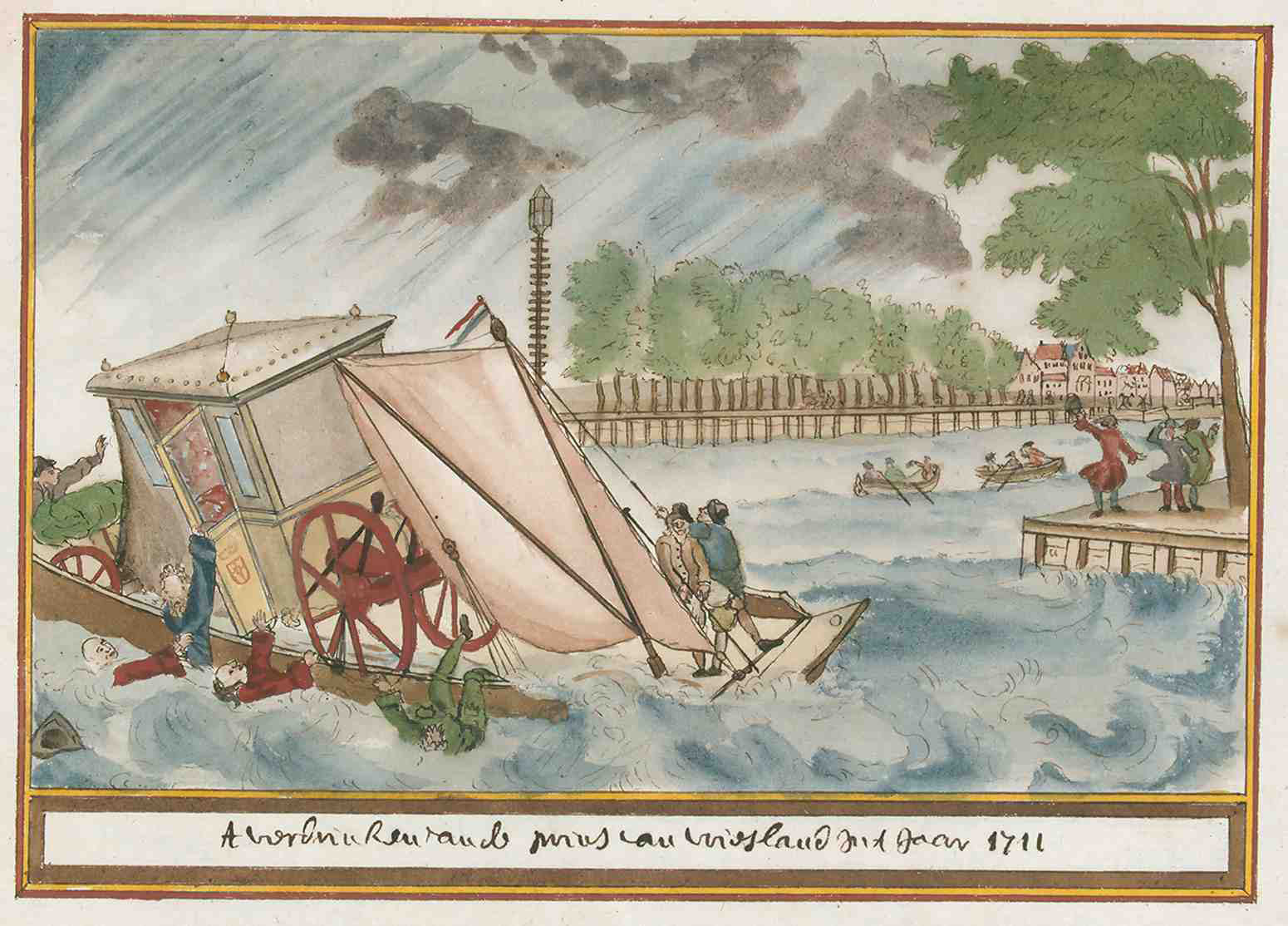
Wapen t verdrinken van de prins van vriesland int jaar 1711, Atlas Schoemaker: Friesland, 1710-1735

- 8 - Philips van Almonde (66), Nederlands admiraal
- 21 juli 1711 (begraven) - Gerard de Lairesse (70), schilder
- 14 - Johan Willem Friso van Nassau-Dietz (23), prins van Oranje, stadhouder van Friesland en van Groningen, verdrinkt in het Hollandsch Diep